# Phryganopsychidae
Phryganopsychidae  (лат.) — семейство ручейников подотряда Integripalpia.

## Распространение
Палеарктика и Юго-восточная Азия. В России 1 вид (Phryganopsyche latipennis). 

## Описание
Среднего размера ручейники. Нижнечелюстные щупики самок состоят из 4 члеников (у самцов — из пяти). Число шпор на передних, средних и задних ногах равно 2,4 и 4 соответственно. Личинки живут в горных ручьях и родниках; детритофаги. 

## Систематика
3 вида. 
- Phryganopsyche Wiggins, 1959
  - Phryganopsyche brunnea Wiggins, 1969
  - Phryganopsyche cornuta (Kimmins, 1950)
  - Phryganopsyche latipennis (Banks, 1906)